# Emerita
Emerita is een geslacht van kreeftachtigen uit de klasse van de Malacostraca (hogere kreeftachtigen).

## Soorten
- Emerita analoga (Stimpson, 1857)
- Emerita austroafricana Schmitt, 1937
- Emerita benedicti Schmitt, 1935
- Emerita brasiliensis Schmitt, 1935
- Emerita emeritus (Linnaeus, 1767)
- Emerita holthuisi Sankolli, 1965
- Emerita karachiensis Niazi & Haque, 1974
- Emerita portoricensis Schmitt, 1935
- Emerita rathbunae Schmitt, 1935
- Emerita taiwanensis Hsueh, 2015
- Emerita talpoida (Say, 1817)